# Michele Damasceni Peretti, I principe di Venafro
Michele Damasceni Peretti, I principe di Venafro (Roma, 1577 – Roma, 4 febbraio 1631), è stato un nobile italiano.

## Biografia
Michele nacque a Roma nel 1577, figlio di Fabio Damasceni e di Maria Felicita Mignucci Peretti, nipote di papa Sisto V (1585-1590) per parte di madre. Michele era pertanto pronipote del pontefice e fratello del cardinale Alessandro. La famiglia Peretti era imparentata con gli Orsini e i Colonna.
Per eredità della madre, Michele ereditò anche il cognome Peretti e quando il prozio venne eletto papa (24 aprile 1585), il giovane aveva appena otto anni, ma il 12 novembre di quello stesso anno venne già nominato governatore del rione romano di Borgo e capitano generale della guardia pontificia. Data la posizione di rilievo ora raggiunta dalla sua famiglia, di umili origini, Michele poté godere di un'ottima educazione, avendo come precettore Torquato Tasso. Per consentire al giovane una rapida ascesa, lo stesso pontefice il 1 dicembre 1585 lo dichiarò emancipato dalla potestà di suo padre e gli concesse la facoltà di comprare, vendere e donare beni liberamente, col solo consiglio del cardinale Alessandro Damasceni Peretti, suo fratello maggiore.
In supporto a Pio V, la Repubblica di Venezia decise di creare Michele patrizio veneto, ricevendo anche una pensione da re Filippo II di Spagna. Il 20 dicembre 1587 egli fu nominato governatore di Ancona, il 2 novembre 1589 governatore di Fermo. Su consiglio dello zio cardinale, dunque, Michele acquistò il marchesato di Incisa e la contea di Caluso il 20 gennaio 1590, entrambi feudi del duca di Mantova e del Monferrato Vincenzo I Gonzaga. Quasi contemporaneamente, venne preparato per lui un prestigioso matrimonio con la giovane nobildonna milanese Margherita Cavazzi della Somaglia (nipote dal lato materno del conte di Chinchón, Pedro Fernández de Cabrera y Bobadilla, uomo di fiducia di Filippo II). Le nozze per procura vennero siglate nell'aprile del 1589 e vennero celebrate poco dopo, malgrado la giovane età di entrambi gli sposi: per l'occasione, la poetessa ed autrice teatrale Isabella Andreini compose un Epitalamio per celebrare la coppia. Poco dopo il matrimonio, quando questo tardava ad essere consumato (si pensò per incompatibilità tra i due sposi), si iniziò a pensare per Michele lo scioglimento del vincolo e il matrimonio con una nuova moglie, della casata degli Este o dei Gonzaga (Caterina Gonzaga), di maggior prestigio.
Anche dopo la morte del prozio pontefice nel 1590, ad ogni modo, Michele Peretti continuò a ricoprire un ruolo di rilievo nella corte romana venendo nominato il 2 settembre al ruolo di "custode del Conclave" dal Sacro Collegio dei cardinali. Sempre nel 1590 ricevette da sua nonna Camilla Peretti tutti i beni mobili e immobili di sua proprietà, riservandosi l'usufrutto di alcune case, ma arricchendo notevolmente il patrimonio personale del giovane, tra cui due prestigiosi palazzi romani, uno posto nel rione Borgo e l'altro nel rione Pigna e numerosi terreni e vigne fuori città. Alla morte di sua nonna nel 1605, ereditò anche la città di Venafro che venne eretta in principato da Filippo II di Spagna con diploma del 27 novembre di quello stesso anno.
Ancora giovanissimo e già proprietario di cospicue fortune, nel 1594 Michele decise di intraprendere la carriera militare, ottenendo il grado di generale di cavalleria nel Ducato di Milano con la quale tentò di prendere parte alle guerre nelle Fiandre, ma gli venne impedito vista la sua condizione sociale. Nel 1607 venne infine accolto col medesimo rango nella cavalleria pontificia, ma ancora una volta non prese parte a scontri militari. Contemporaneamente sviluppò una forte passione anche per il teatro, servendosi di Giulio Cesare Bagnoli, suo segretario personale ma anche apprezzato poeta e tragediografo. Tiberio Gambaruti gli dedicò nel 1605 la Nova Amarilli di sua composizione, mentre Giovan Battista Marino gli dedicò un sonetto del terzo volume delle sue Rime.
Deluso dalla carriera militare e deciso a dedicarsi alla cultura, nella primavera del 1610, Michele Peretti iniziò a progettare l'idea di un grand tour in Europa, che però dovette rimandare a causa dell'assassinio di Enrico IV di Francia, nella speranza che i tempi si calmassero. Decise di partire due anni dopo, nel giugno del 1612, facendo tappa a Venezia, in Germania, nei Paesi Bassi e a Londra, dove fu ospite dell'ambasciata di Spagna. Poco dopo essere tornato a Roma, morì sua moglie (6 febbraio 1613) ed egli stesso da subito iniziò a considerare la prospettiva di un secondo matrimonio. In questa seconda scelta, lo spirito del Peretti si dimostrò al limite dello spregiudicato, impegnandosi a sposare Anna Maria Cesi, già promessa a suo figlio Francesco. I due si sposeranno il 13 novembre 1613 con dispensa di papa Paolo V per l'interruzione dei concordati matrimoniali precedenti. Per l'occasione del matrimonio, nel febbraio del 1614 a Roma venne messa in scena l’Amor pudico di Jacopo Cicognini.
Dedicandosi alla finanza, su autorizzazione di papa Paolo V, nel 1609 Michele Peretti venne autorizzato all'istituzione di un monte di pietà chiamato "Monte Viano" con un capitale di 220.000 scudi. Contemporaneamente si impegnò in attività di scavo ed estrazione di metalli preziosi e non dal "Monte della Fogna, contado della città di Camerino, vicino al fiume della Fiastra".
Trasformò radicalmente la tenuta di Torre in Pietra, facendone un prestigioso palazzo progettato dall'architetto romano Francesco Peperelli. Nel 1624 decise di acquistare il palazzo che la Camera Apostolica possedeva proprio accanto alla basilica romana di San Lorenzo in Lucina per farne la dimora per sé e per la propria famiglia.
Morì a Roma il 4 febbraio 1631, improvvisamente (probabilmente a causa della peste) e senza aver fatto testamento, ma tutti i suoi beni passarono al figlio Francesco che successivamente abbraccerà la carriera ecclesiastica sino al cardinalato. Venne sepolto nella cappella di famiglia fatta erigere da papa Sisto V presso la basilica romana di Santa Maria Maggiore.

## Matrimonio e figli
Michele sposò in prime nozze Margherita Cavazzi della Somaglia (?-6 febbraio 1613), dalla quale ebbe tre figli. Dal primo matrimonio nacquero tre figli:
- Francesco (1595-1655), II principe di Venafro, cardinale, arcivescovo di Monreale
- Camilla (1596-1668), monaca domenicana del monastero di Santa Caterina da Siena a Roma
- Maria Felice (1603-8 settembre 1656[8]), sposò Bernardino Savelli, II principe di Albano

In seconde nozze, il 13 novembre 1613, sposò Anna Maria Cesi (?-14 novembre 1647), figlia di Andrea, duca di Ceri, e di Cornelia Orsini, già fidanzata al figlio Francesco. Da queste nozze non nacquero figli.

## Albero genealogico
|                                                  |                 |                                      | Genitori      |  |  | Nonni |  |  | Bisnonni |  |  | Trisnonni |  |
|                                                  |                 |                                      |               |  |  |       |  |  | …        |  |  | …         |  |
|                                                  |                 |                                      |               |  |  |       |  |  | …        |  |  | …         |  |
|                                                  |                 | …                                    |               |  |  |       |  |  | …        |  |  |           |  |
| …                                                |                 |                                      |               |  |  |       |  |  | …        |  |  |           |  |
|                                                  |                 | …                                    | …             |  |  |       |  |  |          |  |  |           |  |
|                                                  |                 | …                                    | …             |  |  |       |  |  |          |  |  |           |  |
|                                                  |                 | …                                    | …             |  |  |       |  |  |          |  |  |           |  |
| Fabio Damasceni                                  |                 | …                                    |               |  |  |       |  |  |          |  |  |           |  |
|                                                  |                 | …                                    | …             |  |  |       |  |  |          |  |  |           |  |
|                                                  |                 | …                                    | …             |  |  |       |  |  |          |  |  |           |  |
|                                                  |                 | …                                    | …             |  |  |       |  |  |          |  |  |           |  |
| …                                                |                 | …                                    |               |  |  |       |  |  |          |  |  |           |  |
|                                                  |                 | …                                    | …             |  |  |       |  |  |          |  |  |           |  |
|                                                  |                 | …                                    | …             |  |  |       |  |  |          |  |  |           |  |
|                                                  |                 | …                                    | …             |  |  |       |  |  |          |  |  |           |  |
| Michele Damasceni Peretti, I principe di Venafro |                 | …                                    |               |  |  |       |  |  |          |  |  |           |  |
|                                                  | Tullio Mignucci | …                                    |               |  |  |       |  |  |          |  |  |           |  |
|                                                  | Tullio Mignucci | …                                    |               |  |  |       |  |  |          |  |  |           |  |
|                                                  | Tullio Mignucci | …                                    |               |  |  |       |  |  |          |  |  |           |  |
| Giambattista Mignucci                            | Tullio Mignucci |                                      |               |  |  |       |  |  |          |  |  |           |  |
|                                                  |                 | …                                    | …             |  |  |       |  |  |          |  |  |           |  |
|                                                  |                 | …                                    | …             |  |  |       |  |  |          |  |  |           |  |
|                                                  |                 | …                                    | …             |  |  |       |  |  |          |  |  |           |  |
| Maria Felice Mignucci Peretti                    |                 | …                                    |               |  |  |       |  |  |          |  |  |           |  |
|                                                  |                 | Francesco Pier Gentile Peretti Ricci | Giacomo Ricci |  |  |       |  |  |          |  |  |           |  |
|                                                  |                 | Francesco Pier Gentile Peretti Ricci | Giacomo Ricci |  |  |       |  |  |          |  |  |           |  |
|                                                  |                 | Francesco Pier Gentile Peretti Ricci | …             |  |  |       |  |  |          |  |  |           |  |
| Camilla Peretti, marchesa di Venafro             |                 | Francesco Pier Gentile Peretti Ricci |               |  |  |       |  |  |          |  |  |           |  |
|                                                  |                 | Marianna da Frontilio                | …             |  |  |       |  |  |          |  |  |           |  |
|                                                  |                 | Marianna da Frontilio                | …             |  |  |       |  |  |          |  |  |           |  |
|                                                  |                 | Marianna da Frontilio                | …             |  |  |       |  |  |          |  |  |           |  |
|                                                  |                 | Marianna da Frontilio                |               |  |  |       |  |  |          |  |  |           |  |